# Acorn Motor Truck Company
Acorn Motor Truck Company war ein Hersteller von Nutzfahrzeugen aus den USA.

## Unternehmensgeschichte
Das Unternehmen wurde 1925 in Chicago in Illinois gegründet. Im gleichen Jahr begann die Produktion von Lastkraftwagen. Der Markenname lautete Acorn. 1931 endete die Produktion.

## Fahrzeuge
Die Fahrzeuge hatten zwischen 1 und 5 Short ton Nutzlast. Die Vier- und Sechszylindermotoren kamen von Buda.
Model 50 hatte 2,5 Tonnen und gewöhnlich 396 cm Radstand, allerdings waren auf Kundenwunsch auch andere Längen möglich. Der Motortyp wurde Buda EBU genannt.
Model 70 hatte 4 Tonnen, 422 cm Radstand und einen Buda-YBUI-Motor.